# Christian Affolter
Christian Andreas Affolter (* 4. Januar 1993 in Bern) ist ein Schweizer Basketballspieler.

## Laufbahn
Affolter verliess 2012 seine Heimatstadt Bern und die Mannschaft der STB Bern Giants, um nach Nordamerika zu wechseln. Zunächst spielte er eine Saison lang für die Mannschaft der On Point Academy in den Vereinigten Staaten (Bundesstaat Oklahoma), ehe er 2013 an die kanadische Cape Breton University (Provinz Neuschottland) stiess. Er bestritt zwischen 2013 und 2017 insgesamt 60 Spiele für die Hochschulmannschaft und erzielte dabei durchschnittlich pro Einsatz vier Punkten.
Ende Juli 2018 wechselte Affolter zu den Lugano Tigers in die Nationalliga A. Ende November 2018 kam es zur Trennung. In sieben Ligaspielen für Lugano hatte er im Durchschnitt 2,9 Punkte je Begegnung erzielt.

### Nationalmannschaft
Mit der U20-Nationalmannschaft nahm er in den Jahren 2012 und 2013 an den B-Europameisterschaften teil. 2015 spielte er für die Schweizer Studentennationalmannschaften bei der Sommer-Universiade 2015 in Gwangju.